# Edmund Hacault

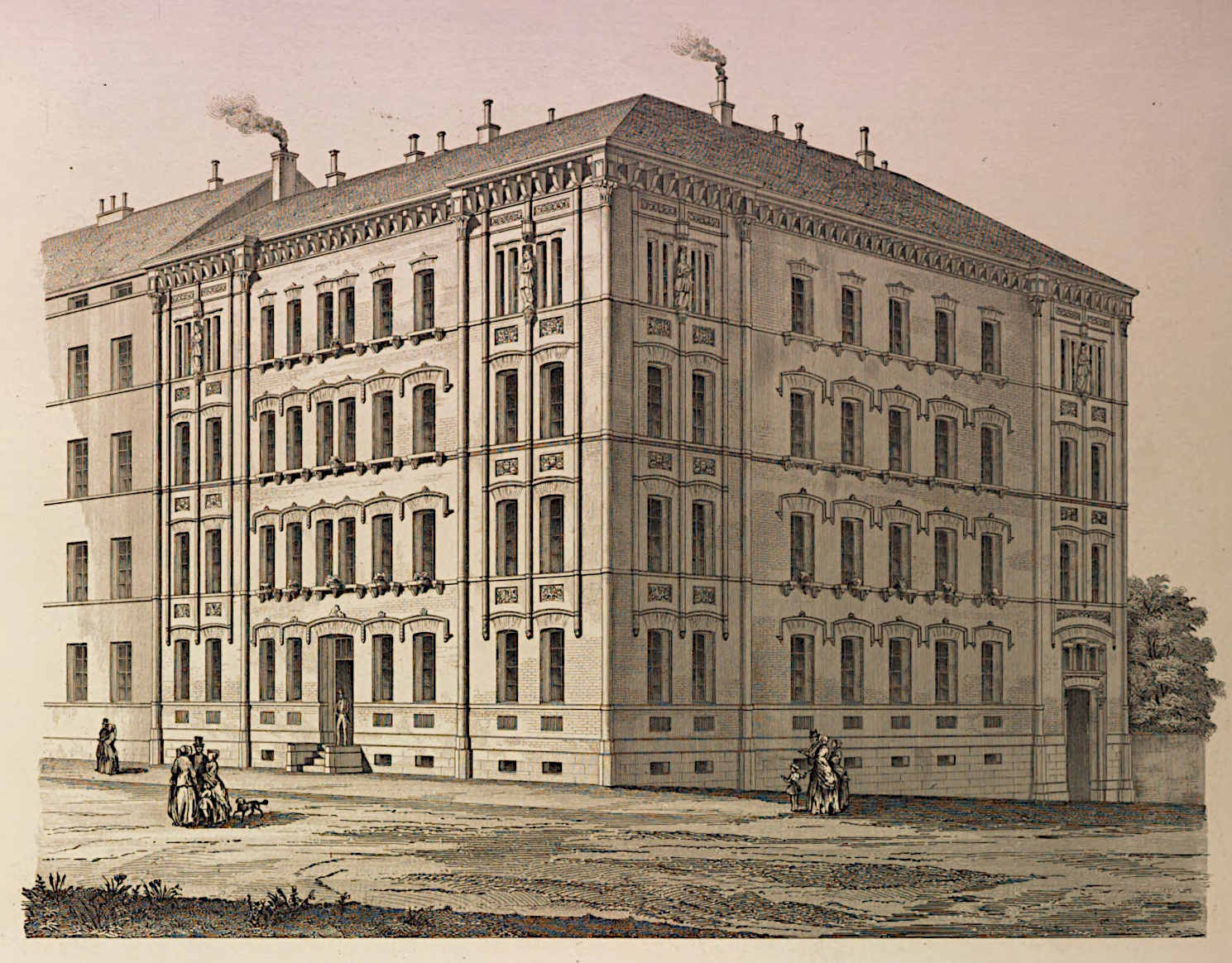
Haus des Maurermeisters Wilhelm Grau in Kassel (um 1854)

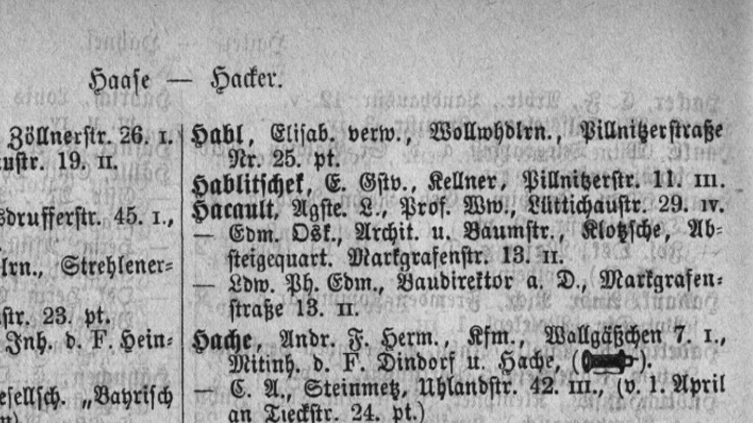
Angabe beider Architekten Edmund Hacault im Adressbuch Dresden von 1889

Ludwig Philipp Edmund Hacault (* 13. September 1817 in Naundorf; † 5. Oktober 1889 in Dresden) war ein deutscher Baumeister, Architekt und Bauingenieur, der als Baubeamter im belgischen, kurhessischen und sächsischen Staatsdienst insbesondere beim Eisenbahnhochbau tätig war.

## Leben
Auch wenn mitunter angegeben wird, dass Edmund Hacault sen. aus Namur stammt, wurde er in Sachsen geboren. Ab 1845 war er im Technischen Central-Büreau der Kurhessischen Eisenbahn in Kassel tätig. Er lebte von 1856 bis 1867 in Leipzig und ab 1868 in Dresden, wo er als Bauinspektor (ab 1868) und als Baudirektor (ab 1882) beim Sächsischen Ministerium des Innern tätig war. Ende 1886 wurde er pensioniert, Amtsnachfolger wurde Emil Hölemann (1825–1900).
Edmund Hacault war verheiratet mit Clara Rahel Ottilie geb. Helm. Wie schon sein Vater war er Freimaurer, am 19. April 1841 wurde er in die Dresdner Johannisloge zu den drei Schwertern und Asträa zur grünenden Raute aufgenommen.
Sein Sohn Edmund Oskar Johannes Hacault (1841/1842–1904) arbeitete in Reichenbach im Vogtland, Neustadt in Sachsen und Klotzsche als Baumeister und Architekt und hat in der Umgebung von Dresden zahlreiche Villen entworfen und gebaut.

## Entwürfe und Eisenbahnbauten
- 1837: Entwurf zu einer Fleischhalle und einer fürstlichen Begräbniß-Capelle[4]
- 1838: Entwurf zu einem Museum[5]
- ab 1845: Eisenbahnbauten, Bahnhöfe und Werkstätten in Bad Karlshafen, Hofgeismar, Hümme und Melsungen an der Kurfürst-Friedrich-Wilhelms-Nordbahn sowie in Guntershausen, Gensungen und Borken an der Main-Weser-Bahn und am Hauptbahnhof Kassel (zusammen mit dem belgischen Chefingenieur François (Frans) Splingard)[6]
- um 1852/1853: Mehrfamilienwohnhaus des Maurermeisters Wilhelm Grau in Kassel, Ständeplatz 15
- 1860–1861: Bahnhof Leipzig der Königlich Sächsischen Staats-Eisenbahn

## Schriften
- Original-Entwürfe moderner Bauwerke. Eine reiche Folge von brillanten, theilweise colorirten Stahlstichen, enthaltend Grundrisse, Façaden, Durchschnitte und Details für Paläste, Hotels, Restaurationen, Conditoreien, Handels- und Fabrikgebäude, Villas, Gärtnereien etc. Englische Kunst-Anstalt von A. H. Payne, Leipzig / Dresden 1856. (Digitalisat bei der Universitätsbibliothek Heidelberg)
- Der Eisenbahn-Hochbau, dargestellt in einer Sammlung ausgeführter Entwürfe von Bahnhöfen und den dazugehörigen Baulichkeiten. (6 Folgen) Riegel, Berlin:

1. Station Carlshafen (Kurfürst Friedrich Wilhelms Nordbahn), 1858.
2. Station Hofgeismar, Hümme, Melsungen (Kurfürst Friedrich Wilhelms Nordbahn), 1858.
3. Die Werkstätten Gebäude auf dem Hauptbahnhofe zu Cassel (Main Weser Bahn), 1858.
4. Station Guntershausen, Gensungen und Borken, 1859.
5. Der Königlich Sächsische Staatsbahnhof zu Leipzig (Königlich Sächsische Westliche Staats-Eisenbahn), 1860.
6. Der Königlich Sächsische Staatsbahnhof zu Leipzig (Königlich Sächsische Westliche Staats-Eisenbahn), 1861.